# Maximosz Planudész
Maximosz Planudész (Μάξιμος Πλανούδης, Máximosz Planúdisz, latinul: Maximus Planudes), (1260–1310) bizánci író, polihisztor.
Planudész 1260-ban született Nikomédiában. Szerzetesként élt, de foglalkozott tanítással és a tudományokkal. Számos, nagyobbrészt a világi irodalomba tartozó művet írt: egy grammatikát  párbeszédes formában, több scholion Theokritoszhoz, egy Aiszóposz életrajz és meséinek prózai feldolgozása, egy idyllium 270 hexameterben. Az ő műve az Anthologia Planudea, emellett fordította Ovidiust, Cicerot, Caesart. Ismeretes néhány teológiai munkája is.